# Isopropylglycidylether
Isopropylglycidylether is een organische verbinding met als brutoformule C6H12O2. Het is een ontvlambare en irriterende kleurloze vloeistof.

## Toxicologie en veiligheid
De stof kan waarschijnlijk ontplofbare peroxiden vormen bij blootstelling aan lucht of licht. Isopropylglycidylether reageert hevig met sterk oxiderende stoffen, amines en zuren.